# 7701 Zrzavý
A 7701 Zrzavy (ideiglenes jelöléssel 1990 TX8) a Naprendszer kisbolygóövében található aszteroida. Antonín Mrkos fedezte fel 1990. október 14-én.